# 弗蘭科陡崖
弗蘭科陡崖（英語：Franko Escarpment）是南極洲的陡崖，位於伊利沙伯女皇地，屬於彭薩科拉山脈中福里斯特爾山脈的一部分，長7公里，現時由南極條約體系管理。